# Psara orphnopeza
Psara orphnopeza là một loài bướm đêm trong họ Crambidae.